# Утагава Кунинао
Утагава Кунинао (яп. 歌川 国直, 1793—1854) — японский художник. Работал в жанрах бидзин-га, муся-э. Ученик Янагавы Сигэнобу I.

## Биография
Сведений о его жизни почти не сохранилось. В юности Кунинао учился классической китайской живописи. Кунинао был учеником известного мастера укиё-э Янагавы Сигэнобу I, а также художника школы Утагава, Тоёкуни. В 1808 году Кунинао был соседом по комнате художника муся-э Куниёси.

## Творчество
Кунинао специализировался на жанровых гравюрах, изображающих знаменитых воинов, прекрасных куртизанок и актёров, создавал эротические гравюры, прославился как иллюстратор юмористических повестей и новелл. Среди известных работ художника серия «47 ронинов» — трагический рассказ о верности вассалов своему сюзерену. Кёкутэй Бакин заказал Кунинао и Кунисаде несколько работ для собрания любителей каллиграфии и изобразительного искусства Сёгакай (яп. 書画会). Также проиллюстрировал шеститомную книгу Тё-тидори но омокагэ (яп. 蝶鵆曽我俤) 1817 года.